# 宇宙巡航艦系列
宇宙巡航艦系列（又译作）是科樂美自1985年起發售的一系列橫向捲軸射擊遊戲。

## 遊戲原理
以下的遊戲規則原理出現在大部分的《宇宙巡航艦》系列遊戲中，但是其他遊戲也有模仿:

### 能量表
《宇宙巡航艦》系列最大的特徵之一為「能量表」系統。能量表可透過獲得紅色能量膠囊來升級，每獲得一個能量膠囊，能量表就能往右升一格，
當到右方盡頭時再獲得能量膠囊便會回到左方第一格。
而玩家此時就能選擇是否要啟動該格的武器，或是等升到下一格武器時再啟動。
能量格表通常有六格，但部分作品則對多於這個數字，如《宇宙巡航艦II 高弗的野望》（可追加至九格）、《高弗的野望二部曲》（八格）與《宇宙巡航艦III -從傳說到神話-》（七格）。《宇宙巡航艦III -從傳說到神話-》的最後一格能量格「！」內建為「毀滅衝擊」（MEGA CRUSH），但玩家可在武器編輯中選擇其他功能。
除了少數作品如《宇宙巡航艦外傳》可供更改格表次序之外，第一格的武器都固定為「速度提升」（SPEED UP），能夠加快機體的移動閃躲速度。通常最多能夠加速五次，之後選項會變成「初速」（INT SPEED）。
除了「速度提升」之外，有些能量格可以重複啟動，如「子機」（OPTION），重複啟動能夠增加子機數量，通常最多可加到四個，但在《宇宙巡航艦V》的雙人模式中，兩位玩家的子機總數不能超過4個。也有能量格不能同時啟動，像是「雙重機槍」（DOUBLE）和「雷射」（LASER）只能擇一使用。
許多其他遊戲後來也參考這個能量條系統，包括了同為科樂美旗下的《魂斗羅 Force》、Toaplan的《Slap Fight》，與Rare的《Cobra Triangle》。

### 空中戰
每一代在進入關卡主軸前，都會進入空中戰，主要來補充紅色膠囊，以面對即將襲來的敵人，沙羅曼蛇系列並沒有空中戰。

### 子機獵人
- 「子機獵人」（Option Hunter）首次登場於《宇宙巡航艦II 高弗的野望》，會把在玩家取得四個子機之後，不定時出現並將子機搶走，當子機獵人出現時，會出現警告音，提示玩家盡早做好防備

- 除了部分作品之外，任何武器都無法傷害子機獵人。在《宇宙巡航艦III -從傳說到神話-》，當子機被搶走時，在子機獵人還沒離開畫面前，取得藍色膠囊或使用毀滅衝擊能夠將子機獵人破壞並取回子機。

### 武器編輯
「武器編輯功能」（EDIT MODE）出現在《宇宙巡航艦III -從傳說到神話-》與《宇宙巡航艦Ⅴ》，能夠讓玩家自訂各個武器的屬性和方向。例如：
- 飛彈

可以選擇普通飛彈、雙向飛彈（2-WAY）、後方雙向飛彈（2-WAY BACK）、就近著陸（EAGLE WING）或廣域破壞炸彈（SPREAD BOMB）。
- 雙向機槍（DOUBLE）

除了向前上方以45度角發射之外（有部分持有該機種靜態模型的玩家指出，駕駛艙前方的機頭內部藏有一門機砲，啟用DOUBLE時該機槍會出現，但在遊戲中是看不到的），也可以選擇向後發射（TAILGUN）、隨自機移動方向發射（FREEWAY）。
- 雷射

可選擇一般雷射、雙雷射（TWIN LASER）、波紋雷射（RIPPLE）、能量雷射（ENERGY LASER）。

### 核心戰艦
通常是擔當關卡最後的頭目（Boss），還有在連續頭目戰中也會出現。所有核心戰艦的弱點是其核心（Core），通常只有一個，往後作品也有數個核心的核心戰艦。

#### 型號/Big系列
核心戰艦I型/Big Core Mk-I
宇宙巡航艦系列中最常見的核心戰艦，只有一個核心，主武裝只有艦前四支小型光炮，宇宙巡航艦V中被雜魚化。
超級核心戰艦/Super Big Core
只有一個核心，艦身比較大，主武裝只有艦前四支小型光炮(有待確認)，攻擊模式與核心戰艦I型類似。
核心戰艦二重型/Big Core Duo
只有一個核心，主武裝有艦前兩支小型光炮、艦組上下四支小型光炮(有兩支藏在艦身中)及兩支藏在艦身中的中型光炮。
通常只會使出類似核心戰艦I型的攻擊模式，但只要把核心耐力減低一定程度，就會打開艦組使用所有武裝攻擊，更會修理好原先擊破了的防禦板。
核心戰艦I型Rev 1.2/Big Core Mk-I Rev 1.2
通常只有一個核心，艦前有兩組類似彎角的大型艦組，主武裝有兩組中型光炮、彎角艦組中的六個空心圓形彈發射器及兩組擴散能量彈發射器。
難度提升版會追加多一個核心、艦身、兩組中型光炮及兩組擴散能量彈發射器在彎角艦組的末端。
核心戰艦II型/Big Core Mk-II
有兩個核心，小型光炮數量大增但大部份藏在艦身中，需要打開艦身才能全部發射，一個核心被擊破的話對應的半邊艦身會停止運作。
宇宙巡航艦V追加了打開並回轉艦身發射光炮及回轉艦身往前衝的攻擊模式。
核心戰艦III型/Big Core Mk-III
有三個核心，有兩組中大型光炮在艦尾(注意是艦尾)，有小型光炮、反射光炮、轉軌光炮及子彈炮藏在艦身中，同II型一樣需要打開艦身才能全部發射。
宇宙巡航艦V追加了打開並回轉艦身往後衝的攻擊模式。
核心戰艦III型改/Big Core Mk-III Custom
與III型同樣有三個核心，主武裝也與III型相同，不同是上下兩組艦身收合狀態不能蓋着防禦板及核心、追加了多兩組一射三發反射光炮在艦身尾，多了一種打開艦身發射反射光炮的攻擊模式。
核心戰艦IV型/Big Core Mk-IV
有四個核心、三個可分離艦身，同III型一樣有轉軌光炮，有兩組中型電光炮(注意是電光炮)，兩組中大型發電裝置及引電艦組在艦前，會射出引電艦組引電及小光炮攻擊。
難度提升版才會使用兩組中型電光炮攻擊，但電光炮會被引出的電流抵消。

#### 迪斯/Death系列
迪斯I型/Death MK I
只有一個核心，沒有防禦板，主武裝只有艦前的大型光炮發射器及艦身内的導彈發射器。
要擊破大型光炮發射器才會使用導彈發射器，難度提升版會射出追縱目標的導彈。
宇宙巡航艦外傳中以寄生核心戰艦/Parasite Core的附屬艦組登場。
迪斯II型/Death MK II
同I型一樣只有一個核心，沒有防禦板，主武裝只有艦前的導彈發射器及艦身内的大型光炮。
要擊破導彈發射器才會使用大型光炮攻擊。
迪斯III型/Death MK III
同II型一樣沒有防禦板，主武裝有艦前的導彈發射器及艦身内的大型光炮，艦前上下兩則有小型光炮，艦尾上下兩則有子彈炮及追縱光炮。
導彈發射器會射出爆炸出擴散子彈炮的導彈，要擊破導彈發射器才會使用大型光炮、艦前上下兩則的小型光炮攻擊及回轉艦身往前衝的攻擊。

#### 覆蓋型/Covered系列
覆蓋型核心戰艦/Covered Core
只有一個核心，有三塊艦組覆蓋艦身轉動，主武裝只有艦上下兩則的導彈發射器。
需要艦組轉動至艦上下兩則才能發射導彈。
覆蓋型核心戰艦II型/Covered Core Mk-II
通常有五個核心在艦身轉動，沒有防禦板，有四塊艦組覆蓋艦身轉動，主武裝(每塊艦組也有):導彈發射器、兩則也有的一射三發子彈炮及小型光炮。
與迪斯III型同樣導彈發射器會射出爆炸出擴散子彈炮的導彈。
難度提升版會追加多九個核心。
覆蓋型鐵特蘭/Covered Tetran
有五個核心，有四塊艦組連核心及機械触手炮覆蓋艦身轉動，與通常覆蓋型不同，攻擊模式比較像鐵特蘭，機械触手炮會發射子彈炮及放置障礙物。
連機械触手炮及艦組的核心被擊破時對應的機械触手炮及艦組也會被擊破。
只需擊破四塊艦組的核心或艦身中央的核心就能完全擊破。

#### 其他類型/Another Core
鐵特蘭/Tetran
只有一個核心，有四組機械触手炮環繞中央艦身轉動，有時機械触手炮會收回艦身中，機械触手炮會發射子彈炮及小型光炮，有小型光炮在艦身前方(四支)、上下兩則及艦尾後兩則。
宇宙巡航艦V追加了機械触手炮高速環繞中央艦身轉動發射小型光炮及把四組機械触手炮彎到前方發射小型光炮的攻擊模式。
沙羅曼蛇III則改成打開艦組後用機械触手炮抓會放出戰機的基地組件或核心戰艦I型到艦側攻撃及抓損石或細胞塊到艦前防禦。
鐵特蘭Rev 1.5/Tetran Rev 1.5
只有一個核心，有兩組艦組及連着艦組上下合共四組機械触手環繞艦身轉動。
會不停召出戰機飛來發射一射三發子彈攻擊。
雷射鐵特蘭/Laser Tetran
只有一個核心，沒有防禦板，主武裝只有四組追縱子彈發射器及艦身前後上下合共八支中大型光炮。
結晶核心艦/Crystal Core
只有一個核心，結晶般的艦身，主武裝只有艦身前方兩支小型光炮及兩組機械触手炮，機械触手炮會發射子彈炮攻擊及彎到防禦板前防禦。
沙漠核心戰艦/Desert Core
有三個核心，主武裝有艦身前方四支小型光炮、兩組機械触手炮、兩組中型光炮及艦身上下兩則的導彈發射器，機械触手炮會潜入沙中發射沙彈炮攻擊。
當核心被擊破時對應的機械触手炮也會被擊破，上下兩則核心被擊破後才會使用兩組中型光炮及導彈發射器攻擊。
畢肯/Beacon
有五個核心，沒有防禦板，主武裝有艦身前方四支中型光炮(能發射小型光炮)、上下兩則的炸彈發射器、艦身的三組子彈炮、核心發射的核心型態反彈炮彈(不能擊破)及反彈電光炮。
當四個核心被擊破後才會使用艦身上下兩組子彈炮攻擊。
宇宙巡航艦V會使用四支中型光炮(只發射中型光炮)、上下兩則的炸彈發射器、艦身的三組子彈炮、及核心發射的反彈電光炮攻擊，以外系列只會使用四支中型光炮(只發射小型光炮)及核心發射的核心型態反彈炮彈攻擊。
蜥蜴核心戰艦/Lizard Core
只有一個核心，主武裝只有艦身前方六支小型光炮及兩組機械触手連艦組的四支小型光炮。
有時機械触手會拉回兩組艦組到防禦板前防禦並使出類似核心戰艦I型的攻擊模式。
佩拉瑪蘿達(暫譯)/Perla Meralda
只有一個核心，主武裝有艦身前方兩支小型光炮、兩支中型光炮(能發射小型光炮)及艦身上下兩則的六組導彈發射器。
會使出類似核心戰艦I型的攻擊模式及發射中型光炮及導彈的攻擊模式。
小行星核心艦/Asteroid Core
只有一個核心，艦身藏在小行星中，主武裝只有艦身前方兩支小型光炮。
能吸引小行星碎片飛過艦前防禦。
泡泡核心戰艦/Bubble Core
只有一個核心，主武裝只有艦身前方四支小型光炮及艦尾兩組泡泡發射器。
會使出往前衝的攻擊模式。
火山核心戰艦/Crater Core
只有一個核心，主武裝只有艦身前方四支小型光炮及艦身上下兩則的火山石發射器。
會使出往前衝的攻擊模式。
核心艦船/Core Ship
只有一個核心，艦身比較大，沒有防禦板，主武裝有中型光炮(數量有待確認)，兩只捕捉用電綱放出機。
只有擊破艦中的核心反應堆/Core Reactor才能擊破。
德林加核心戰艦/Dellinger Core
只有一個核心，艦尾連着上下兩組類似多節蟲的艦組，主武裝只有艦身前方六支小型光炮及艦組上合共十四支小型光炮。
通常會打開艦組使用所有武裝攻擊，收合艦組後會使出往目標衝的攻擊模式。
寄生核心戰艦/Parasite Core
有三個核心(連迪斯I型計)，艦組為兩只迪斯I型，主武裝有六組機械触手炮(連接着迪斯I型)、電球發射器、艦組前的大型光炮發射器及艦組內的導彈發射器。
通常會使用大型光炮及電球攻擊，擊破大型光炮發射器便會使用導彈發射器攻擊，連接着的迪斯I型被擊破便會使用機械触手炮發射小型光炮攻擊。
防暴戰艦/Riot Warship
只有一個核心，主武裝只有六支導彈炮，攻擊模式與核心戰艦I型類似。
宿命戰艦/Misfit Warship
只有一個核心，主武裝只有兩支中型光炮及四支小型光炮。
金屬器件艦/Metal Slave
有五個核心，主武裝只有六支長小型光炮(能擊破)及核心發射的核心型態反彈炮彈。
滾動型核心戰艦/Rolling Core
只有一個核心，艦組能環繞中央艦身轉動，主武裝有艦身前方四支小型光炮及艦組前方上下合共八支小型光炮(以上小型光炮能擊破但會在原本位置再放出)、艦身尾後兩組追縱導彈發射器及艦身中央則的大型光炮發射器。
會使出轉動整艘戰艦往前衝的攻擊模式。
星球型核心戰艦/Planet Core
只有一個核心，類似星球的艦身，主武裝有艦身前後兩方合共八支小型光炮，艦身内藏的八支中大型光炮及六組戰機發射機。
會使出高速轉動整艘戰艦(射出的戰機會以相同速度高速環繞艦身移動)及轉動整艘戰艦發射中大型光炮的攻擊模式。
諾布爾(暫譯)/Nobil
只有一個核心，沒有防禦板，艦身是所有核心戰艦中最細的，主武裝只有艦身上下兩則的一射三發小型光炮發射器及艦尾的四組機械触手。
會使用機械触手抓廢棄組件到艦前防禦及伸前攻擊目標。
消失型核心戰艦/Vanishing Core
只有一個核心，主武裝有艦身前方四支小型光炮、上下合共四個艦組内藏的探射燈及追縱照射位置的導彈發射器。
布布魯斯(暫譯)/Bolboros
有兩個核心，兩個艦身(一大一小)，主武裝有：
小艦身：前方四支小型光炮及艦身尾後兩組散彈發射器(散彈能擊破)。
大艦身：前方六支小型光炮、艦身兩支小型光炮及兩組大型光炮。
當艦身的核心被擊破時對應的艦身也會被擊破，餘下的艦身會使用所有武裝攻擊。
狂戰士核心艦/Berserk Core
只有一個核心，三個艦身(一大二小)，主武裝有：
小艦身：瞄凖目標的兩組中大型光炮。
大艦身：前方四支小型光炮及艦身瞄凖目標的兩組中大型光炮。
當小艦身的兩組中大型光炮完全被擊破時對應的小艦身也會被擊破。
當小艦身完全被擊破後大艦身才會使用瞄凖目標的兩組中大型光炮攻擊。
海怪型核心戰艦(暫譯)/Kraken
只有一個核心，艦組為上下合共兩只機械擘，主武裝只有機械擘末兩組中型光炮及機械擘上合共四支小型光炮。
會使出往前衝的攻擊模式及抓損石到艦前防禦。
三連核心戰艦(暫譯)/Triple Core
有三個核心，三個艦身，沒有防禦板，艦身細小，主武裝有艦身前方兩支子彈炮、大型電光炮、大型子彈炮、上下兩組發電及引電裝置。
會使出不停移動及引電的攻擊模式。
當艦身的核心被擊破時對應的艦身也會被擊破，當餘下一個艦身時才會使用大型電光炮攻擊。
光輝核心戰艦(暫譯)/Shining Core
只有一個核心，主武裝只有艦身前方兩支小型光炮(能發射一射兩發的散彈)及艦組上下合共四支中大型光炮(能發射散彈)。
最初躲在水晶中，當水晶自行破壞、和推進器結合後才開始進攻。
會使出急速上下移動及發射散彈的攻擊模式。
三角洲測試型核心艦(暫譯)/Deltatry
只有一個核心，主武裝有艦身上下兩則合共兩支小型光炮、艦身前方上下兩組散彈發射器(通常發射能擊破的散彈)、艦身後方上下兩則火龍發射器(火龍能擊破)及艦身中央的超大型光炮發射器(需要打開艦身才能發射)。
會使出不停上下高速移動及發射小型光炮的攻擊模式。
難度提升版散彈發射器會射出不能擊破的藍色散彈。
加速核心戰艦(暫譯)/Boost Core
只有一個核心，主武裝有艦身前方兩支小型光炮(小型光炮能擊破)、艦身前方上下兩組一射三發子彈炮發射器及艦身上下兩組藍火炎噴射器。
難度提升版才會使用兩組藍火炎噴射器攻擊。
巨砲核心戰艦/Blaster Cannon Core
只有一個核心，主武裝有艦身前方兩支中型光炮、艦組上下合共八支支子彈炮、艦組上下合共六支中型光炮(需要打開艦組才能發射)及艦身後方的炸彈發射器(炸彈擊破後會爆射出散彈)。
能吸引隕石不停従後飛來攻擊。
圓形核心艦/Circle Core
只有一個核心，艦組覆蓋上下前後四周，主武裝只有艦身的炮台製造機。
會使出在艦組上一邊滾動一邊製造炮台及在艦組上不停彈跳(接觸到艦組同樣會製造炮台)的攻擊模式。
天堂之門(暫譯)/Heaven's Gate
只有一個核心，主武裝有艦身前方上下合共十二支中型光炮(能發射小型光炮)、兩組追蹤導彈發射器、前方中央的中大型光炮及艦身上下兩組炸彈發射器。
會使出類似核心戰艦I型的攻擊模式及不停切換發射中型光炮及小型光炮的攻擊模式。
Otomedius Excellent中才會使用追蹤導彈攻擊及難度提升版才會使用兩組炸彈發射器攻擊。

### 摩艾雕像關卡
除正篇第五作及《黑暗女神Ⅱ -英雄的歸來-》之外，摩艾石像關卡是系列的要素之一，在這關卡敵人大多是摩艾石像，它們通常會在口中放出可用子彈抵消的空心圓形彈，其弱點也是口部，往後作品更出現了會轉身、轉方向、在地中無限出現、毀壞後完全復完、無法破壞、在口、眼中放出雷射，及擔當關卡最後頭目的摩艾石像。

### 最後一關頭目很簡單
不同於其他射擊遊戲，令人驚訝的，最後一關頭目的難度都低於前面的頭目(雖然有人說頭目基地的防衛比其他關更嚴密更難打，但這正是因為頭目本身很弱所以才需要加強關卡防衛). 頭目通常是類似大腦的樣貌，並且會說話奚落玩家"這才剛開始"等話語-在它爆炸之前. 而且核心暴露後只要一發子彈就能打爆它.

### 多重循環
當最後一關頭目被解決後，遊戲將會回到第一關重新開始，每一次循環難度將大幅提升，任何敵人都有可能比第一輪難對付許多，敵軍物體的速度也加快許多，也因此各國玩家們都爭項挑戰高loop數。

## 系列作品
- 1985年 - 宇宙巡航艦/黑暗女神
- 1986年 - 沙羅曼蛇
- 1987年 - 沙羅曼蛇 (OVA動畫)
- 1987年 - LIFE FORCE
- 1987年 - 宇宙巡航艦2/黑暗女神2
- 1987年 - 沙羅曼蛇 (MSX版)
- 1988年 - 宇宙巡航艦II 高弗的野望/火神奇航
- 1988年 - 沙羅曼蛇：冥想的帕歐拉 (OVA)
- 1989年 - 高弗的野望二部曲 / 黑暗女神３：毀滅之夜
- 1989年 - 沙羅曼蛇：高弗的野望 (OVA)
- 1989年 - 宇宙巡航艦III -從傳說到神話-
- 1989年 - 宇宙大戰 (戰略遊戲)
- 1989年 - 黑暗女神 (LCD版)
- 1989年 - 黑暗女神 (GB版)
- 1991年 - 黑暗女神Ⅱ -英雄的歸來-/宇宙巡航艦：星際突擊
- 1996年 - 沙羅曼蛇2/ LIFE FORCE 2
- 1997年 - 太陽突擊隊
- 1997年 - 太陽突擊隊 Revised
- 1997年 - 宇宙巡航艦外傳
- 1999年 - 宇宙巡航艦Ⅳ -復活-
- 2001年 - GRADIUS Generation
- 2004年 - GRADIUS Neo
- 2004年 - GRADIUS Neo -Imperial-
- 2004年 - 宇宙巡航艦V
- 2008年 - 宇宙巡航艦 ReBirth
- 2010年 - 宇宙巡航艦 Arc -銀翼傳說-

- 2025年 - 宇宙巡航艦 起源精選輯 / GRADIUS ORIGIN COLLECTION(包括《GRADIUS 宇宙巡航艦》、《沙羅曼蛇》、《LIFE FORCE》、《宇宙巡航艦II 高弗的野望》、《宇宙巡航艦III -從傳說到神話-》、《沙羅曼蛇2》、《沙羅曼蛇III》)

關聯作品
- 1988年 - 宇宙笑航艦 -章魚救地球-
- 1990年 - 宇宙笑航艦！ -從神話到笑話- / 瘋狂大射擊 / 沙鍋曼蛇
- 1994年 - 極上笑航艦 -尋找過去的榮耀- / 極上瘋狂大射擊
- 1995年 - 實況語音笑航艦
- 1996年 - 性感笑航艦 / 性感大射擊
- 1997年 - 笑航大戰爭 (戰略遊戲)
- 1997年 - 究極笑航艦 (廣播劇)
- 2007年 - 少女巡航艦 (オトメディウス)
- 2007年 - 少女巡航艦X (オトメディウスX)

## 外部連結
- Gradius Army (英文)
- Gradius Base (英文)
- Gradius Wiki（页面存档备份，存于） (英文)